# Chi Shangbin
Chi Shangbin (迟尚斌S, Chí ShàngbīnP; Dalian, 19 settembre 1949 – Dalian, 6 marzo 2021) è stato un allenatore di calcio, dirigente sportivo e calciatore cinese, di ruolo centrocampista.

## Palmarès

### Giocatore

#### Competizioni nazionali
- Campionato cinese: 1

Liaoning: 1978

### Allenatore

#### Competizioni nazionali
- China League One: 1

Xiamen Lanshi: 1999